# البغدان (إقليم)
إقليم البغدان هو إقليم عثماني استمر بين (1514م-1859م) شمل جزء هاما من مولدوفا الحالية.

## أصل الاسم
أطلق العثمانيون اسم البغدان على هذا الإقليم نسبة إلى الحاكم الذي أنشأه، وهو الڤويڤود «بغدان» (Bogdan I of Moldavia) الملقب بـ«بغدان ڤودا» أو «بغدان الأول» (1359م- 1365م)، الذي تخاصم مع حاكم المجر، ودخل الإقليم المولداڤي ونَحَّى حاكمه وتولى منصبه.
قام بغدان الأول بسك النقود وكتب عليها: «مونيدا مولدوڤا بغدان ڤايڤودا»
ضمت رومانيا الناشئة هذا الإقليم في عام 1859م.

## حكامه
ألكسندر هنجرلي من 07 مارس 1807م - 24 يوليو 1807م.